# Сивуля (хребет)
Сиву́ля (Сивуля́нский) — горный хребет в Горганах (Украинские Карпаты). Расположенный в Ивано-Франковской области, на границе Ивано-Франковского и Калушского районов, на водоразделе верховьев рек Лимница и Быстрицы Солотвинской.

## Описание
Хребет простирается с юго-востока на северо-запад. Имеет несколько вершин: Сивуля Малая (1815 м), Сивуля Большая (1836 м), Лопушна (1772 м), Боревка (1694 м). Имеются многочисленные отроги, крупнейший из которых (северо-восточнее Малой Сивули) выделяют в отдельный хребет под названием Мешчул.
Южнее хребта расположен обрыв Урвище Пекло и хребет Тавпиширка, на север — хребет Игровище с вершиной Игровец.
Хребет Сивуля составлен серыми грубошаровимы песчаниками. Покрытый каменными россыпями и осыпищами. У подножия хребта растут еловые леса, выше криволесье из сосны горной. Объект туризма.
Ближайшие населенные пункты: Осмолода, Старая Гута, Быстрица, Максимец.